# RGD-33
A RGD-33 soviética (Ручная Граната Дьяконова образца 33 года >Ruchnaya Granata Djakonova obraztsa 33 goda, "Granada de mão, projeto Dyakonov, padrão ano [19]33") é uma granada de mão de vara de fragmentação antipessoal desenvolvida em 1933.
A granada era composta de três peças separadas que eram armazenadas em caixas diferentes até o uso: a ogiva e a manga, o cabo com mola e o tubo de fusível. Elas foram montadas e emitidas apenas antes do combate. A ogiva e o cabo eram aparafusados e carregados em uma bolsa de granadas e os fusíveis eram embrulhados em papel encerado e carregados separadamente no bolso interno da bolsa. Havia um buraco no cabo externo à direita da trava do polegar que se alinhava com barras de tinta no cabo interno, formando um ponto colorido - um ponto branco significava segurança e um ponto vermelho significava que o conjunto do cabo estava armado. Não seria armado a menos que o tubo de fusível fosse inserido, o que seria feito somente antes do lançamento. 

## Uso

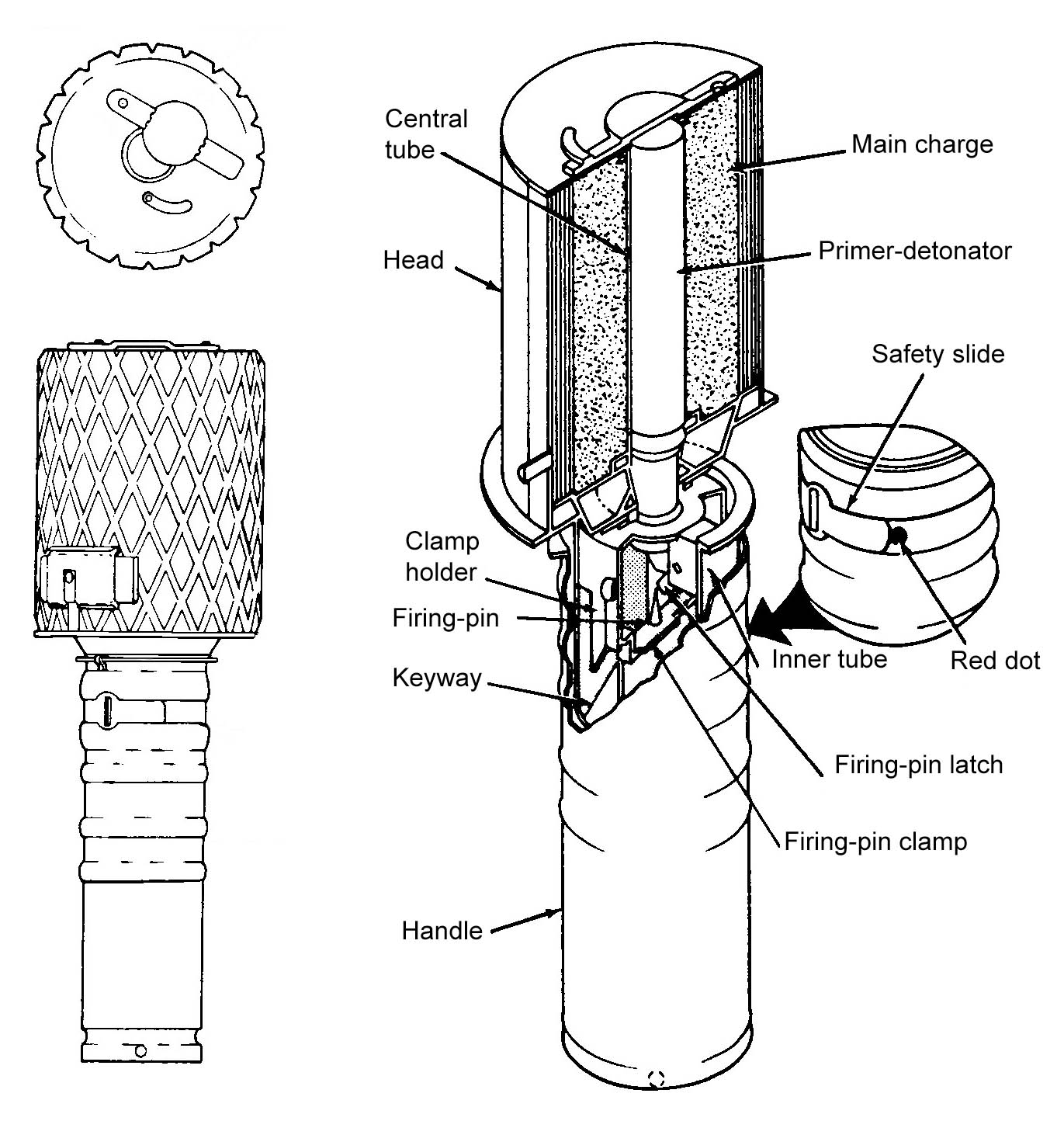
Diagrama de uma RGD-33, com manga de fragmentação instalada e corte.

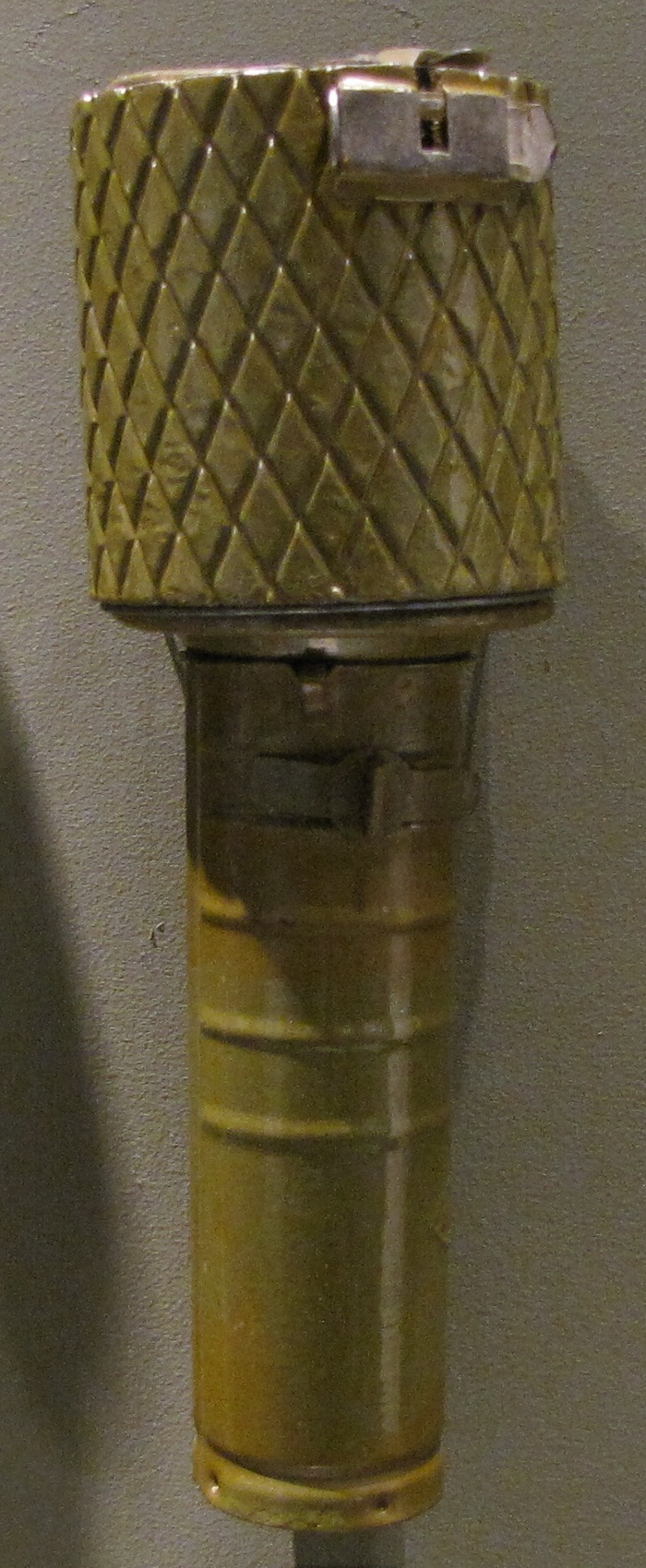
RGD-33 com jaqueta de fragmentação

Antes de armar, uma trava no cabo externo deve ser liberada girando-a para a esquerda, expondo o ponto branco no recorte. (Isso destrava os cabos interno e externo; o cabo interno permanece fixo e o cabo externo gira.) O operador então segura a ogiva com a mão improvisada e segura o cabo com a mão de arremesso. O cabo é então puxado para trás, girado no sentido horário para a direita e empurrado para dentro; um ponto vermelho aparecerá na janela para indicar que ela foi armada. A segurança do polegar agora é empurrada para a direita para cobrir o ponto vermelho no recorte, tornando-o seguro. A parte superior da ogiva tinha uma tampa de metal sobre o alojamento do fusível que foi empurrada para o lado, permitindo que o fusível fosse inserido; ele é desarmado empurrando a trava para abri-la, fazendo com que o fusível salte e seja recuperado.
O operador arma o fusível girando a chave para a esquerda, expondo o ponto vermelho. O operador então lança a granada; um bom lançamento pode enviar a granada de 30 a 40 m. O impulso para a frente da cabeça e a alça com mola fazem com que o clipe do fusível caia para trás e depois se mova para frente, atingindo o fusivel e iniciando o retardo de tempo.
Após a detonação, o projétil se fragmenta em fragmentos retangulares e finos, que, junto com o invólucro e os fragmentos do detonador, desaceleram rapidamente no ar. Devido à rápida perda de velocidade dos fragmentos, o raio de destruição é pequeno, tornando esta granada um tipo "ofensivo". O raio de destruição por fragmentação foi de aproximadamente 15 m com a manga e 10 m sem. Tal como acontece com a maioria das granadas desta época, há potencial para projeção de grandes fragmentos a uma grande distância além do lançamento.
A granada era incomum, mas não única, pois tinha uma "jaqueta" opcional - uma espessa manga de fragmentação de metal pesando em média 270 g. Quando instalada sobre a granada, a manga melhora o raio de destruição, produzindo uma série de fragmentos mais pesados em forma de diamante. Com a jaqueta instalada, a granada estaria em modo "defensivo".

## História
Ela foi projetada para substituir a antiga granada Modelo 1914 e foi usada durante a Segunda Guerra Mundial. A granada era complicada de usar e fabricar. Após a invasão alemã da URSS, a simples e rudimentar RG-42 foi desenvolvida para substituí-la lentamente.
As forças do Eixo usaram lotes capturados como a HG 337(r) (Handgranate 337 (russische)).